# Teresa (1951)
Teresa (Teresa, no original em inglês) é um filme norte-americano de 1951, do gênero drama, dirigido por Fred Zinnemann e estrelado por Pier Angeli e John Ericson.